# Grand Prix Formule 1 van de Verenigde Staten 1971
De Grand Prix Formule 1 van de Verenigde Staten 1971 werd gehouden op 3 oktober 1971 op Watkins Glen International.

## Uitslag
| Positie | Nummer | Rijder               | Team             | Ronden | Tijd/Opgave      | Startplaats | Punten |
| ------- | ------ | -------------------- | ---------------- | ------ | ---------------- | ----------- | ------ |
| 1       | 9      | François Cevert      | Tyrrell-Ford     | 59     | 1:43:51.991      | 5           | 9      |
| 2       | 14     | Jo Siffert           | BRM              | 59     | + 40.062         | 6           | 6      |
| 3       | 25     | Ronnie Peterson      | March-Ford       | 59     | + 44.070         | 11          | 4      |
| 4       | 16     | Howden Ganley        | BRM              | 59     | + 56.749         | 12          | 3      |
| 5       | 8      | Jackie Stewart       | Tyrrell-Ford     | 59     | + 1:00.003       | 1           | 2      |
| 6       | 5      | Clay Regazzoni       | Ferrari          | 59     | + 1:16.426       | 4           | 1      |
| 7       | 22     | Graham Hill          | Brabham-Ford     | 58     | + 1 Lap          | 18          |        |
| 8       | 12     | Jean-Pierre Beltoise | Matra            | 58     | + 1 Lap          | 10          |        |
| 9       | 15     | Peter Gethin         | BRM              | 58     | + 1 Lap          | 21          |        |
| 10      | 31     | David Hobbs          | McLaren-Ford     | 58     | + 1 Lap          | 22          |        |
| 11      | 27     | Andrea de Adamich    | March-Alfa Romeo | 57     | + 2 Laps         | 26          |        |
| 12      | 11     | Chris Amon           | Matra            | 57     | + 2 Laps         | 8           |        |
| 13      | 17     | Helmut Marko         | BRM              | 57     | + 2 Laps         | 16          |        |
| 14      | 28     | John Cannon          | BRM              | 56     | + 3 Laps         | 24          |        |
| 15      | 20     | Mike Hailwood        | Surtees-Ford     | 54     | Ongeluk          | 14          |        |
| 16      | 29     | Jo Bonnier           | McLaren-Ford     | 54     | Geen benzine     | 28          |        |
| 17      | 18     | John Surtees         | Surtees-Ford     | 54     | + 5 Laps         | 13          |        |
| NC      | 33     | Skip Barber          | March-Ford       | 52     | Niet geklasseerd | 25          |        |
| NC      | 32     | Jacky Ickx           | Ferrari          | 49     | Alternator       | 7           |        |
| NC      | 2      | Emerson Fittipaldi   | Lotus-Ford       | 49     | Niet geklasseerd | 2           |        |
| NC      | 30     | Pete Lovely          | Lotus-Ford       | 49     | Niet geklasseerd | 29          |        |
| NF      | 7      | Denny Hulme          | McLaren-Ford     | 47     | Ongeluk          | 3           |        |
| NF      | 23     | Tim Schenken         | Brabham-Ford     | 41     | Motor            | 15          |        |
| NF      | 24     | Chris Craft          | Brabham-Ford     | 30     | Ophanging        | 27          |        |
| NF      | 19     | Sam Posey *          | Surtees-Ford     | 15     | Zuiger           | 17          |        |
| NF      | 21     | Henri Pescarolo      | March-Ford       | 23     | Motor            | 20          |        |
| NF      | 26     | Nanni Galli          | March-Ford       | 11     | Wiel             | 23          |        |
| NF      | 3      | Reine Wisell         | Lotus-Ford       | 5      | Remmen           | 9           |        |
| NF      | 10     | Peter Revson         | Tyrrell-Ford     | 1      | Koppeling        | 19          |        |

* Gijs van Lennep moest zijn wagen voor de race afstaan aan Sam Posey.

## Statistieken
| Pole-position | Jackie Stewart | Tyrrell-Ford | 1:42.642 |
| Snelste ronde | Jacky Ickx     | Ferrari      | 1:43.474 |

## Noot
- Dit was het debuut van de Amerikaanse coureur Sam Posey en de Canadese coureur John Cannon.
- Vijfde podiumplaats voor Ronnie Peterson.
- Eerste Grand Prix-winst voor François Cevert.
- Tweede wereldtitel voor Jackie Stewart en de achtste wereldtitel voor een Britse coureur.

Grand Prix Formule 1 van de Verenigde Staten: 1908 · 1910 · 1911 · 1912 · 1914 · 1915 · 1916 · 1959 · 1960 · 1961 · 1962 · 1963 · 1964 · 1965 · 1966 · 1967 · 1968 · 1969 · 1970 · 1971 · 1972 · 1973 · 1974 · 1975 · 1976 · 1977 · 1978 · 1979 · 1980 · 1989 · 1990 · 1991 · 2000 · 2001 · 2002 · 2003 · 2004 · 2005 · 2006 · 2007 · 2012 · 2013 · 2014 · 2015 · 2016 · 2017 · 2018 · 2019 · 2021 · 2022 · 2023 · 2024 · 2025 · 2026

Indianapolis 500: 1950 · 1951 · 1952 · 1953 · 1954 · 1955 · 1956 · 1957 · 1958 · 1959 · 1960

Grand Prix Formule 1 van de Verenigde Staten West: 1976 · 1977 · 1978 · 1979 · 1980 · 1981 · 1982 · 1983

Grand Prix Formule 1 van Las Vegas: 1981 · 1982 · 2023 · 2024 · 2025

Grand Prix Formule 1 van de Verenigde Staten Oost: 1982 · 1983 · 1984 · 1985 · 1986 · 1987 · 1988

Grand Prix Formule 1 van Dallas: 1984

Grand Prix Formule 1 van Miami: 2022 · 2023 · 2024 · 2025 · 2026 · 2027 · 2028 · 2029 · 2030 · 2031